# فهرست فرهنگستان‌های جهان
```
ایران
```

- فرهنگستان گندیشاپور
- فرهنگستان زبان و ادب فارسی
- فرهنگستان هنر ایران
- فرهنگستان علوم ایران
- فرهنگستان علوم اسلامی در ایران
- فرهنگستان علوم پزشکی (ایران)
- آکادمی ملی المپیک و پارالمپیک ایران

## انگلیس
- فرهنگستان سلطنتی موسیقی، لندن
- فرهنگستان سلطنتی مهندسی، لندن
- انجمن سلطنتی: فرهنگستان علوم بریتانیای کبیر، لندن
- فرهنگستان سلطنتی موسیقی و نمایش اسکاتلند، گلاسگو
- فرهنگستان سلطنتی ادینبرا، ادینبرا

## چین
- فرهنگستان علوم چین
- فرهنگستان پزشکی چین

## روسیه
- فرهنگستان علوم روسیه

## سنگاپور
- فرهنگستان شطرنج سنگاپور

## عراق
- فرهنگستان نظامی عراق

## فرانسه
- فرهنگستان فرانسه (آکادمی زبان فرانسه)- گشایش در سال ۱۶۳۵ و شناخته شده‌ترین شاخهٔ بنیاد فرانسه.